# Kallimachos (Schauspieler)

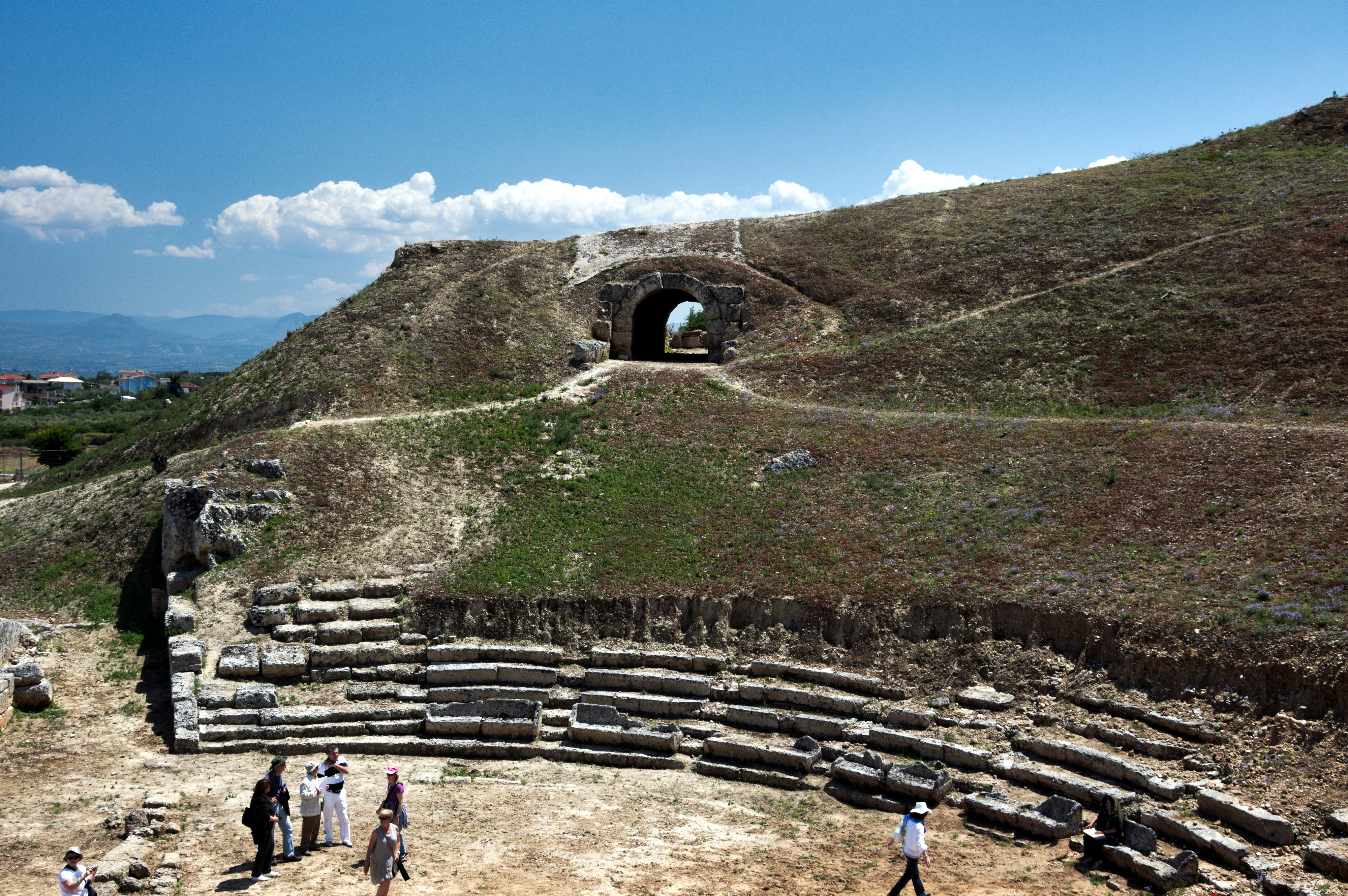
Das Theater von Sikyon.

Kallimachos aus Sikyon war ein Theaterschauspieler der griechischen Antike. Er lebte im 1. Jahrhundert v. Chr.
Kallimachos war wahrscheinlich Sohn des Menophilos, der ebenfalls Schauspieler war. Ob er in  Tragödien oder Komödien auftrat, ist nicht bekannt. Sein Name ist überliefert, weil er an einem zu einem unbekannten Zeitpunkt zwischen 97 und 75 v. Chr. in der Argolis gefeierten Fest teilnahm und in diesem Zusammenhang auf einer erhaltenen Inschrift erwähnt wird.